# Eupristina altissima
Eupristina altissima is een vliesvleugelig insect uit de familie vijgenwespen (Agaonidae). De wetenschappelijke naam is voor het eerst geldig gepubliceerd in 1981 door Balakrishnan & Abdurahiman.